# Alstroemeria annapolina
Alstroemeria annapolina este o specie de plante monocotiledonate din genul Alstroemeria, familia Alstroemeriaceae, descrisă de Pierfelice Ravenna. Conform Catalogue of Life specia Alstroemeria annapolina nu are subspecii cunoscute.